# مملسة أليفة الأقبية
مملسة أليفة الأقبية (الاسم العلمي: Pediococcus cellicola) هي نوع من البكتيريا تتبع جنس المملسة من فصيلة الملبنات.